# Marga Jaya (Cimarga)
Marga Jaya is een bestuurslaag in het regentschap Lebak van de provincie Banten, Indonesië. Marga Jaya telt 5849 inwoners (volkstelling 2010).